# (S,S)-Tetrahidrohrizen
(S,S)-Tetrahidrohrizen ((S,S)-THC) je steroidu sličan nesteroidni estrogen i agonist oba estrogenska receptora, ERα i ERβ. On je enantiomer (R,R)-tetrahidrohrizena ((R,R)-THC), koji je u kontrastu ERβ antagonist i ERα agonist sa desetostrukom selektivnošću (i.e., afinitetom) za ERβ u odnosu na ERα i sa 20 puta većim afinitetom za ERβ relativno na (S,S)-THC.